# Ojo de Tianjin
El Ojo de Tianjin (en chino, 天津之眼; en inglés: Tianjin Eye) es una gran noria de 80 m de altura construida encima del Puente Yongle (antiguamente Puente Chihai), sobre el Río Hai, en Tianjin, China. Se afirma que es la única noria construida encima de un puente.
Su construcción comenzó en 2007, el cuerpo principal se completó el 18 de diciembre de 2007, y la noria abrió al público el 7 de abril de 2008.
Cuando se completó, solo el Singapore Flyer (165 m), la Estrella de Nanchang (160 m) y el London Eye (135 m) eran más altos que ella.
El Ojo de Tianjin es una de las cuatro norias de 120 m de altura situada en China, siendo las otras tres la Noria de Changsha (completada en 2004), la Noria de Suzhou (completada en 2009), y la Noria de Zhengzhou (completada en 2003). La única noria más alta situada en China es la Estrella de Nanchang, con 160 m, que abrió en 2006.
El Ojo de Tianjin es eléctrico y tiene 48 cabinas de pasajeros, cada una con capacidad para 8 pasajeros, y tarda 30 minutos en completar una rotación, dando una capacidad máxima de 768 pasajeros por hora.
|  |
|  |

|  |
|  |

|  |
|  |

|  |
|  |